# Didymodon murrayae
Didymodon murrayae là một loài rêu trong họ Pottiaceae. Loài này được Otnyukova mô tả khoa học đầu tiên năm 2002.